# Tmesisternus schraderi
Tmesisternus schraderi är en skalbaggsart som beskrevs av Kriesche 1926. Tmesisternus schraderi ingår i släktet Tmesisternus och familjen långhorningar. Inga underarter finns listade i Catalogue of Life.